# Phreatica bolei
Phreatica bolei is een slakkensoort uit de familie van de Hydrobiidae. De wetenschappelijke naam van de soort is voor het eerst geldig gepubliceerd in 1970 door Velkovrh.